# MAGIC (THE SQUAREのアルバム)
『MAGIC』（マジック）は、THE SQUARE5作目のアルバム。
1981年11月1日にリリース。

## 解説
スクェア5作目のアルバム。
全10曲入。ヴォーカル曲は半数の5曲を占め、またアルバム「ラジカル・ヒステリー・ツアー」のバックバンドや曲提供を手掛けた縁からタモリが特別参加している。
本作よりベースが中村裕二から田中豊雪に交代。
ドラムは本作のみ清水永二が演奏。
前作かぎりでバンドを退いた仙波清彦は、レコーディングには以後も参加。また本作では、元メンバーの御厨裕二が数曲でギターを弾いている。
1曲目は日本語タイトルがアルバムと同じ「マジック」だが、英語タイトルでは「IT'S MAGIC」。カナダで大人気となり現地でシングルが発売される（日本は先行シングル）。1983年にマリーンがカバー。本曲は岩井直溥編曲による吹奏楽版が存在。初出音源は『New Sounds In Brass'85』（1985年）に収録。後に『ニュー・サウンズ・イン・ブラスベストセレクション Vol.3』(1988年)に収録。いずれも東京佼成ウインドオーケストラによる演奏。
6曲目「CHASE」は長年フジテレビ「ツール・ド・フランス」中継のテーマ曲として使われた「CHASER」の原曲。
7曲目「SUNSHINE SUNSHINE」でタモリがトランペットを演奏。
10曲目「かわいいテクノ」でもタモリがナレーション・ヴォーカル一部を担当。久米明の物真似も披露（久米明は当時のメンバー・久米大作の実父）。
ボーカル曲が5曲(いわゆる「歌モノ」は4曲)と半数を占め、「かわいいテクノ」のような斜めに構えたユニークな曲も収録されているが、「マジック(ライブではサックスでメロディを吹くことが多い」や、リリコンを用いた「リトルマーメイド」「チェイス」など、現在でも頻繁に演奏される曲目も収録されている。音楽性においても久米のテクノポップ的な音楽性が大きく反映され、またボーカル導入やリズム隊の交替もあり8ビートを基調としたポップ化、ロック化が進んだ。1998年に発売されたベストアルバム「Wordless anthology」三部作では、安藤は本作を第二期のはじまりに分類している。

## 収録曲
1. マジック - IT'S MAGIC - リンダ・ヘンリック作詞、安藤まさひろ作曲
2. CHOU CHOW  安藤まさひろ作曲
3. アイル・ネヴァー・フォゲット・ユー - I'LL NEVER FORGET YOU - リンダ・ヘンリック作詞、安藤まさひろ作曲
4. リトルマーメイド - LITTLE MERMAID - 安藤まさひろ作曲
5. ラリサ - LARISA - 久米大作作曲
6. チェイス - CHASE - 安藤まさひろ作曲
7. サンシャイン・サンシャイン - SUNSHINE SUNSHINE - リンダ・ヘンリック作詞、久米大作作曲
8. ワンダリング・ソルジャー - WANDERING SOLDIER - 安藤まさひろ作曲
9. I LUV U リンダ・ヘンリック作詞、久米大作作曲
10. かわいいテクノ - KAWAII TECHNO - 久米大作作詞・作曲

## 演奏者
1. 安藤まさひろ:エレクリック・ギター、アコースティック・ギター
2. 伊東たけし：アルト・サックス、リリコン
3. 久米大作：キーボード
4. 田中豊雪：ベース
5. 清水永二：ドラムス、パーカッション
6. キャサリーン:ボーカル“マジック”、“アイル・ネヴァー・フォゲット・ユー”、“サンシャイン・サンシャイン”、“I Luv U”
7. 仙波清彦:コンガ、パーカッション“リトルマーメイド”をのぞく
8. 御厨裕二:エレクトリック・ギター、アコースティック・ギター“マジック”、”アイル・ネヴァー・フォーゲット・ユー”、“ワンダリング・ソルジャー”
9. (特別参加）タモリ：トランペット、バックグラウンド・ボーカル“サンシャイン・サンシャイン”、“かわいいテクノ”
10. 中西ストリングス：ストリングス“ラリサ”、“Chou Chow” 編曲：久米大作
11. 金子マリ、タンタン、サンディー：バックグラウンド・ボーカル“マジック”、“サンシャイン・サンシャイン”、“かわいいテクノ”